# Amalie von Gallitzin

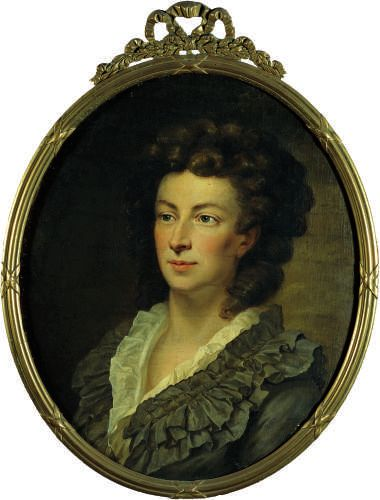
Amalie Fürstin von Gallitzin

Amalie von Gallitzin (* 28. August 1748 in Berlin; † 27. April 1806 in Münster) stammte aus dem Adelsgeschlecht von Schmettau und gehörte durch Heirat zum Fürstenhaus Galitzin. Sie war eine „Pendlerin“ zwischen Aufklärung und Katholizismus und eine Mitbegründerin des „romantischen“ Katholizismus. Als Salonnière war sie an der katholischen Aufklärung im Hochstift Münster beteiligt.

## Leben

### Kindheit in Preußen und Ehefrau von Dmitri Alexejewitsch Golizyn
Amalie von Gallitzin wurde als Tochter des preußischen Feldmarschalls Reichsgraf Samuel von Schmettau geboren. Ihr Vater war Protestant, ihre Mutter Katholikin, sie selbst wurde in einem Ursulinenkloster in Breslau katholisch erzogen. Für eine Frau ihrer Zeit ungewöhnlich gebildet, wurde sie 1765 Hofdame von Anna Elisabeth Luise von Brandenburg-Schwedt am preußischen Hof. 1768 heiratete sie in Aachen den russischen Gesandten in Paris, den Fürsten Dmitri Alexejewitsch Golizyn (1734–1803). 1768 wurde der wissenschaftlich interessierte Fürst zum Gesandten in Den Haag ernannt. Am 7. Dezember 1769 wurde ihre Tochter Marianne, genannt Mimi, in Berlin geboren, am 22. Dezember 1770 kam ihr Sohn Dimitrij, genannt Mitri, zur Welt. Dimitrij wurde später Missionar in den Vereinigten Staaten und starb am 6. Mai 1840.

### Begegnung mit der Aufklärung

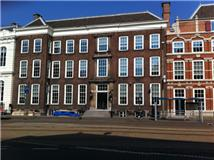
Den Haag, Kneuterdijk 22, heute Raad van State.

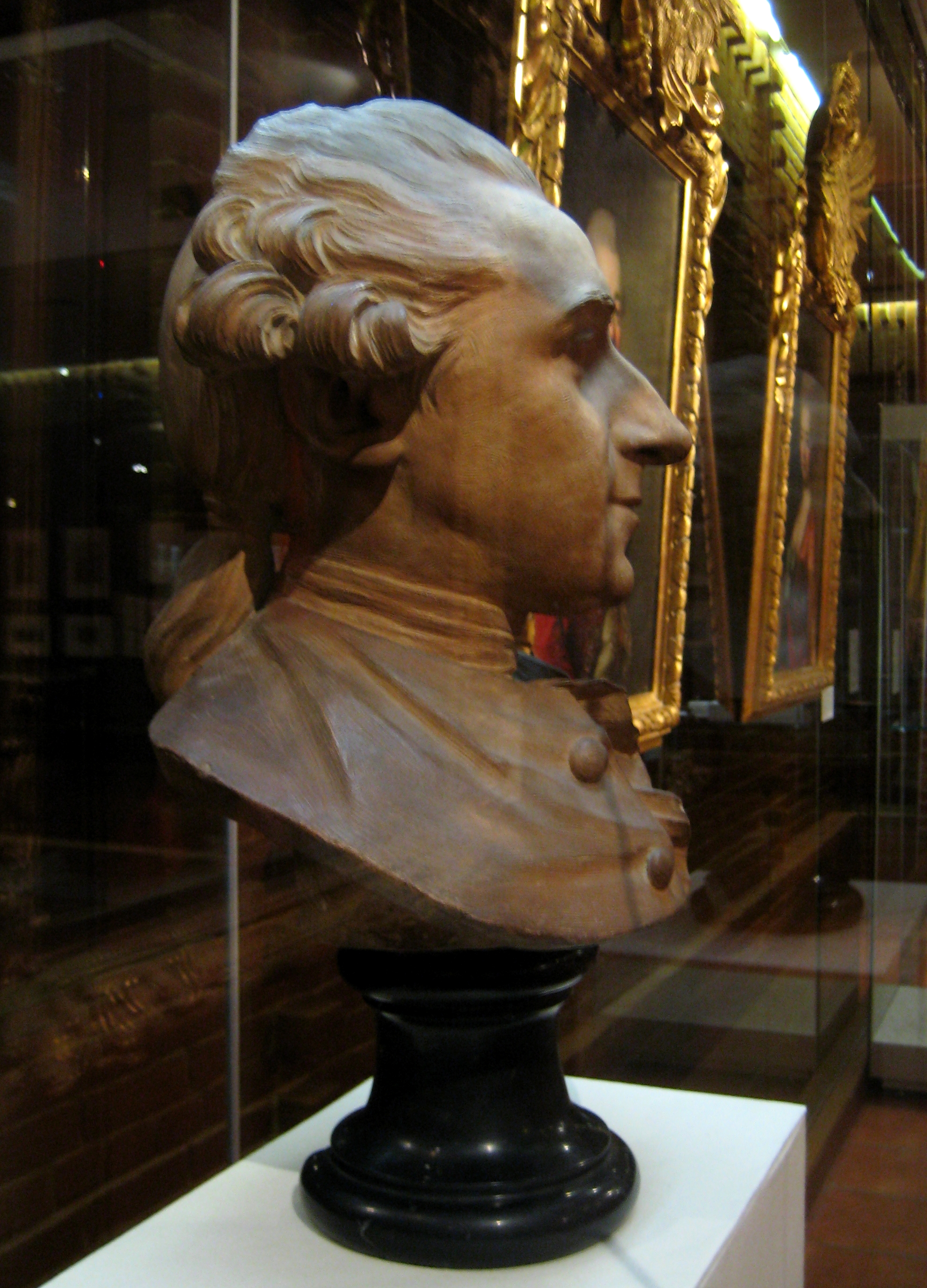
Dmitri Alexejewitsch Golizyn, Büste ihres Ehemanns von Marie-Anne Collot

Über ihren Mann kam Amalie von Gallitzin in Kontakt mit dem führenden Aufklärer Voltaire und den französischen Enzyklopädisten Denis Diderot und D’Alembert. Diderot wirkte durch seine Schriften persönlich auf die Fürstin ein. Am 11. Juni 1773 verließ Diderot Paris zu seiner einzigen längeren Reise mit dem Ziel Sankt Petersburg. In Den Haag wohnte er bis zum 20. August 1773 bei dem russischen Botschafter Fürst von Gallitzin und seiner Ehefrau Amalie am Kneuterdijk. Diderot beschrieb sie als lebhaft, fröhlich, geistreich, hübsch und musikalisch, als eine Frau mit Spaß am Disputieren.
Auch auf dem Rückweg kam Diderot vom 5. April bis 15. Oktober 1774 vorbei; insgesamt war er acht Monate in Den Haag. Die Fürstin lebte mittlerweile zurückgezogen und bemühte sich, das rousseausche Erziehungsideal bei ihren eigenen Kindern Marianne und Demetrius Augustinus Gallitzin umzusetzen. Im selben Jahr, nachdem sie sich von ihrem Mann getrennt hatte – ohne Scheidung, Frans Hemsterhuis hielt sie miteinander in Verbindung und ihr Mann besuchte seine Familie weiterhin einmal im Jahr –, zog sie mit ihnen in ein abgelegenes Haus nahe Scheveningen, „gibt diesem auf einem Schilde die Inschrift: Niethuys (d. i. Nicht zu Hause), zur Abwehr jeden unberufenen Besuches“. Sie trug schlichte Kleider im griechischen Stil und hatte ihr Haar kurz geschnitten – im Gegensatz zur herrschenden Mode. Ihre Kinder hielt sie zur sportlichen Betätigung an, auch ihre Tochter lernte Reiten und Fechten. Ab 1775 wurde sie von der Philosophie des Frans Hemsterhuis beeinflusst; bis an sein Lebensende blieb sie ihm verbunden und führte einen regen Briefwechsel mit ihm. Sie war seine Muse, er nannte sie seine Diotima, sie ihn „Sokrates“. Die Übersetzung eines Buches (1782) und ihre Korrespondenz beeinflusste die Frühromantiker wie Friedrich Schlegel und Novalis in Göttingen.

### Die erste Zeit in Münster
Die von Franz Freiherr von Fürstenberg im Hochstift Münster eingeführten epochemachenden Schulreformen bewegten die Fürstin, dessen Schulordnung ins Französische zu übersetzen und diesen 1779 mit Hemsterhuis erstmals in Münster zu besuchen. Dort traf sie erstmals auch dessen Berater, den Dichter und Juristen  Anton Matthias Sprickmann, den späteren Förderer der Annette von Droste zu Hülshoff, Professor in Münster, Breslau und Berlin. Mit Fürstenberg, der damals als Minister das Hochstift Münster faktisch regierte, knüpfte sie eine tiefe, zärtliche Freundschaft und beide verband u. a. ein umfangreicher Briefwechsel. Das veranlasste die Fürstin dazu, 1780 mit ihren Kindern nach Münster zu ziehen, wo sie den sog. Ascheberger Hof in der Grünen Gasse und etwas später ein Bauernhaus in Angelmodde erwarb, die zu Treffpunkten ihres einflussreichen Freundeskreises wurden. Mit weiteren prominenten Zeitgenossen stand sie in Briefverkehr und persönlicher Verbindung, so mit Johann Gottfried von Herder, Lavater und Friedrich Heinrich Jacobi. Caroline Michaelis, die spätere Frau von Schlegel und Schelling, schrieb 1781 über sie:

„Eine sehr gelehrte Dame, nach griechischer Art gekleidet, mit kurzen Haaren, flachen Schuhen, selten ohne Diener zu sehen, der ein Halbdutzend großer Foliobände trägt, wenn sie mit einem Gefolge von 6 bis 8 Herren am hellichten Tag in unserer Leine badet etc. Ihre Kinder sind sehr leicht angezogen, der Sohn trägt lange Hosen und ein Hemd statt anderer Kleidung, und die Tochter eine Art Nachthemd, im Rücken von oben bis unten offen, nur oben einmal zugebunden. Beide gehen barfuß, die Haare nicht abgeschnitten, aber abgeschoren. Sie sind schwarz wie die Neger. Die Fürstin ist sehr hübsch und von schönem Teint, obwohl sie ihn viel exponiert. […] Zur Erziehung ihrer Kinder scheint sie die Natur zum Vorbild zu nehmen, ohne sich darum zu kümmern, dass die Natur manchmal ein wenig schmutzig ist.“

 Sie unterrichtete unter anderem Latein, Griechisch, Englisch, Französisch, Deutsch, Geschichte, Erdkunde und Mathematik. Neben ihren eigenen Kindern erzog sie ihre Nichte Amalie und den Sohn Georg Arnold des Philosophen Friedrich Heinrich Jacobi.
Bei einer Reise 1785 mit Anton Matthias Sprickmann nach Weimar traf sie mit Goethe zusammen, der sie 1792 in Münster in ihrem Wohnhaus besuchte. Amalie konvertierte am 28. August 1786 zum Katholizismus, was auch durch ihren Briefwechsel mit Johann Georg Hamann beeinflusst worden war. 1797 besuchte sie in Begleitung ihres neuen geistlichen Beraters Bernhard Overberg Holstein, wo sie schon zuvor Matthias Claudius besucht hatte. Dort befreundete sie sich auch mit Friedrich Leopold zu Stolberg-Stolberg in Eutin und Friederike Juliane von Reventlow in Gut Emkendorf.

### Rückkehr zur Kirche und „Familia sacra“

Grab Amalie von Gallitzins in Angelmodde

Zuvor, ab 1783, nach einer Erkrankung, hatte Fürstin Amalie begonnen, sich – auch zur besseren Erziehung ihrer Kinder – intensiv mit der Religion zu beschäftigen. In dieser Zeit wurde sie besonders vom Königsberger Philosophen Johann Georg Hamann beeinflusst, der sie 1787/1788 in Münster kennenlernte und dort überraschend starb; er wurde in ihrem Garten beigesetzt.

Die Beschäftigung mit der Religion, insbesondere der Einfluss des Leiters der Normalschule in Münster, Bernhard Heinrich Overberg, bewirkte, dass die Fürstin am 28. August 1786 in die katholische Kirche zurückkehrte. Ihr Haus wurde Mittelpunkt des Münsterschen Kreises, von den Zeitgenossen liebevoll-ironisch „familia sacra“ genannt. Zu diesem Kreis gehörten neben Franz von Fürstenberg u. a. Anton Matthias Sprickmann, die Brüder Kaspar Max und Clemens August Droste zu Vischering, die Eltern der Dichterin Annette von Droste-Hülshoff, nach 1800 auch der unter ihrem Einfluss konvertierte, ebenfalls nach Münster umgezogene Friedrich Leopold Graf von Stolberg. 

„Der Münstersche Kreis um Amalie von Gallizin wurde von großer Bedeutung für die innere Erneuerung des deutschen Katholizismus.“

 Nach der Französischen Revolution entfaltete die Fürstin eine weitgefächerte karitative Tätigkeit für die französischen Emigranten.
Die Universitäts- und Landesbibliothek Münster widmete Amalie von Gallitzin 1998 eine Ausstellung. Die Geschichte ihrer Rezeption wurde erstmals dargestellt und die Frage ihrer Bedeutung für die Geistesgeschichte beschrieben von Markus von Hänsel-Hohenhausen.

## Werke
- Mittheilungen aus dem Tagebuch und Briefwechsel der Fürstin Adelheid Amalie von Gallizin, 1868
- Christoph Schlüter (Hrsg.): Briefwechsel und Tagebücher der Fürstin Amalie von Galitzin. Enthaltend bisher ungedruckte Briefe der Fürstin, ihrer Kinder, Fürstenberg's, Stollberg's, Overberg's, der Grafen Romanzoff u. A. Adolf Russell's Verlag, Münster 1874. (1874–1876, 3 Bd.)[11][12]
- Abhandlung vom Belohnen und Bestrafen. In: Bernhard Overberg (Hrsg.): Anweisungen zum zweckmäßigen Schulunterricht für die Schullehrer im Fürstentum Münster. Aschendorff, Münster 1793, OCLC 180524847.[13]

## Bildnis

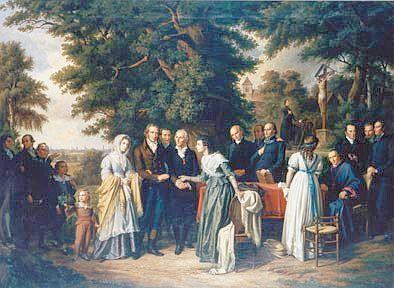
Die Fürstin Gallitzin im Kreis ihrer Freunde, Gemälde von Theobald von Oer, 1864

Die Fürstin Gallitzin im Kreis ihrer Freunde, Gemälde von Theobald von Oer aus dem Jahr 1864: Das Bild zeigt die Fürstin Amalia von Gallitzin mit ihren Freunden der „familia sacra“ vor ihrem Haus in Angelmodde bei Münster. Das Gemälde, das sich heute im Besitz des Bistums Münster befindet, entstand erst 64 Jahre nach der historischen Begegnung. Der Berliner Künstler Paul Dröhmer fertigte nach diesem Gemälde eine größere Anzahl Kupferstiche, die auch heute noch in vielen öffentlichen und privaten Häusern – vor allem in Westfalen – zu finden sind.
Auf dem Gemälde sind folgende Personen abgebildet (von links nach rechts):
- Franz Bernhard von Bucholtz, Gutsbesitzer auf Haus Welbergen, Humanist und Freund der Fürstin
- Franz Ferdinand von Druffel, Schwiegersohn von Buchholtz, Arzt der Fürstin
- Georg Kellermann, Erzieher der Söhne Graf Stolbergs, später Dechant
- Andreas Graf zu Stolberg (1786–1863), zweiter Sohn aus erster Ehe des Grafen Friedrich Leopold zu Stolberg-Stolberg
- Christian Graf zu Stolberg (1748–1821), Sohn aus zweiter Ehe des Grafen
- Sophie Gräfin zu Stolberg, geb. Gräfin Redern (1765–1842)
- Friedrich Leopold Graf zu Stolberg-Stolberg (1750–1819)
- Adolph Freiherr Droste-Vischering  (1769–1826)
- Franz Freiherr von Fürstenberg (1729–1810), Domherr und Minister zu Münster
- Amalia Fürstin von Gallitzin geb. Gräfin von Schmettau
- Bernhard Overberg (1754–1826), Lehrer, Beichtvater der Fürstin
- Franz Freiherr Droste-Vischering (1771–1826), Domherr
- Clemens August Freiherr Droste-Vischering (1773–1845), Domherr, später Erzbischof von Köln
- Marianne Prinzessin Gallitzin (1769–1823), Tochter der Fürstin, später als Gattin von Franz Wilhelm zu Salm-Reifferscheidt Fürstin von Salm-Reifferscheidt
- Caspar Max Freiherr Droste zu Vischering (1770–1846), Weihbischof, später Bischof von Münster
- Johann Hyacinth Kistemaker, Gymnasialdirektor und Professor der Exegese
- Anton Matthias Sprickmann (1749–1833), Dichter und Prof. Dr. jur., später in Breslau und Berlin
- Theodor Katerkamp, Erzieher der Freiherren von Droste Vischering, Professor für Kirchengeschichte
- Prinz Demetrius Gallitzin (1770–1840), Sohn der Fürstin, später Missionar in Amerika